# Carmel (hameau, New York)
Pour les articles homonymes, voir Carmel.
Carmel est une census-designated place du comté de Putnam, dans l'État de New York, aux États-Unis,. En 2020, elle compte une population de 7 538 habitants.